# 渡辺薬品
渡辺薬品株式会社（わたなべやくひん）は、医薬品・衛生材料・化粧品の卸売を中心とする日本の企業であった。現在はスズケングループの一社「(株)サンキ」である。医薬品の卸売手。

## 概要
- 本社・岡山県岡山市北区石関町1-1
- 代表取締役社長　渡辺千代次

## 沿革
- 1948年（昭和23年）8月 - 法人として岡山県岡山市に渡辺薬品を設立
- 1967年（昭和42年）6月 - 良互薬品に合併される